# Emre Belözoğlu
Emre Belözoğlu, född 7 september 1980 i İstanbul, är en turkisk före detta fotbollsspelare och senare tränare.
Emre Belözoğlu är en stor fotbollsspelare inom den turkiska fotbollen. Belözoğlu har spelat för klubbar som Fenerbahce, Inter samt Newcastle.

## Karriär
Belözoğlu kom till Galatasaray som 16-åring. 
I mars 2004 utsågs Belözoğlu till en av världens 125 främsta fotbollsspelare av Pelé. Han skrev i maj 2008 på ett fyraårskontrakt med Fenerbahçe.
Den 29 maj 2012 gick han till Atlético Madrid och skrev på ett kontrakt fram till 2014. Den 31 januari 2013 blev det dock klart att Belözoğlu återvänder till Fenerbahçe.

## Meriter
Galatasaray SK
- Süper Lig: 1997, 1998, 1999, 2000
- Turkiska Cupen: 1999, 2000
- Turkiska Supercupen: 1997
- Uefacupen: 2000
- Uefa Super Cup: 2000

Inter
- Coppa Italia: 2005

Fenerbahçe
- Süper Lig: 2011, 2014
- Turkiska Cupen: 2012, 2013
- Turkiska Supercupen: 2009, 2014

Atlético Madrid
- Uefa Super Cup: 2012

Turkiet
- VM-brons: 2002